# Trotula

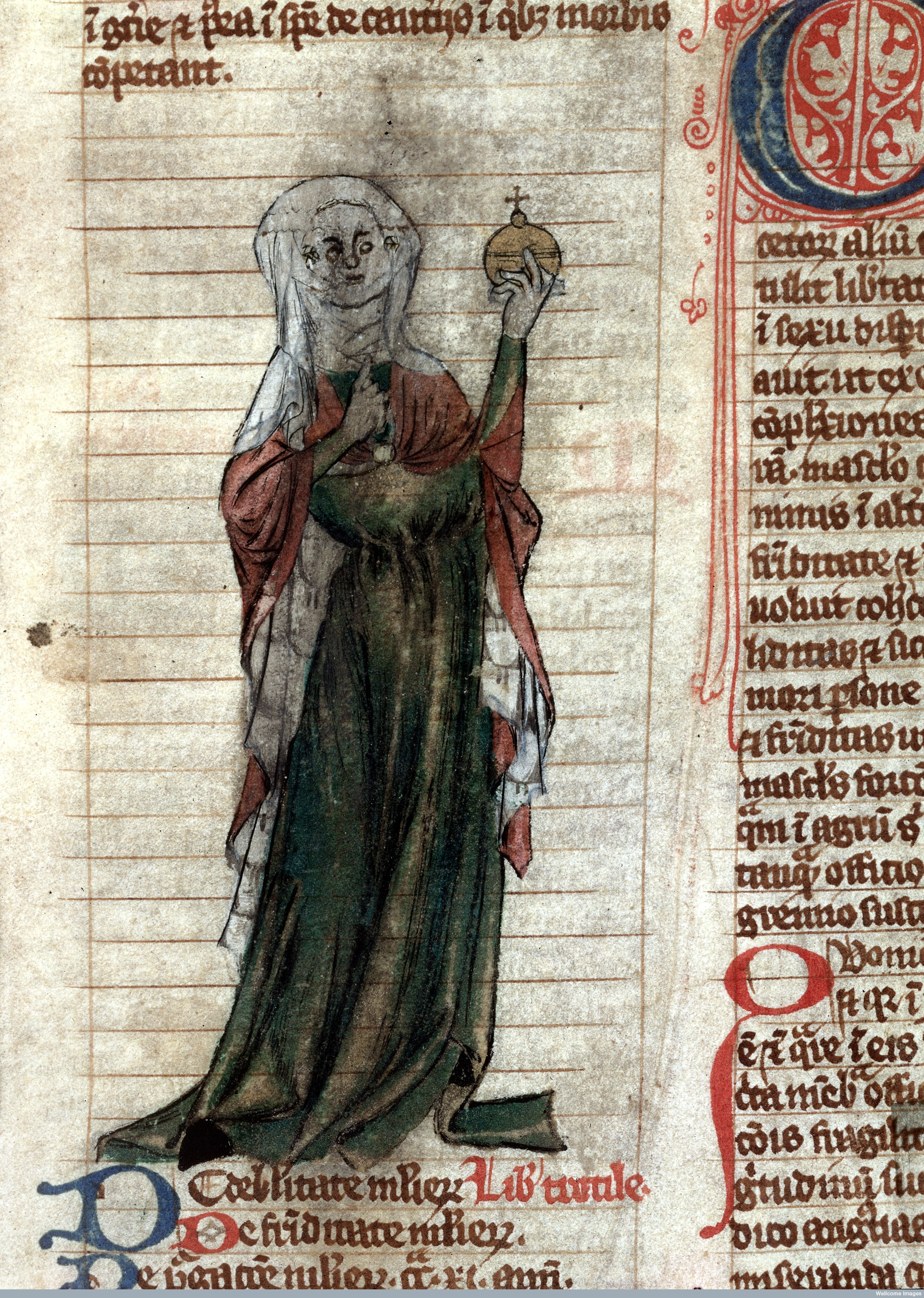
Historische Darstellung der Trota, Wellcome Collection MS.544, frühes 14. Jahrhundert

Trotula ist der Titel einer medizinischen Sammelhandschrift (genannt auch Liber Trotula) aus dem 12. Jahrhundert, die bis ins 15. Jahrhundert (in Deutschland und England bis ins 16. Jahrhundert) im Bereich der Frauenheilkunde zu den Standardwerken der Medizin zählte. Dem Ensemble werden sowohl wichtige Abhandlungen bezüglich Frauenkrankheiten als auch der Betreuung von Kindern zugesprochen. Eine der drei darin enthaltenen, um 1200 kompilativ miteinander verbundenen Texte geht auf Trota von Salerno zurück, die im frühen 12. Jahrhundert an der Medizinschule von Salerno studierte, praktizierte und lehrte.

## Das Trotula-Ensemble

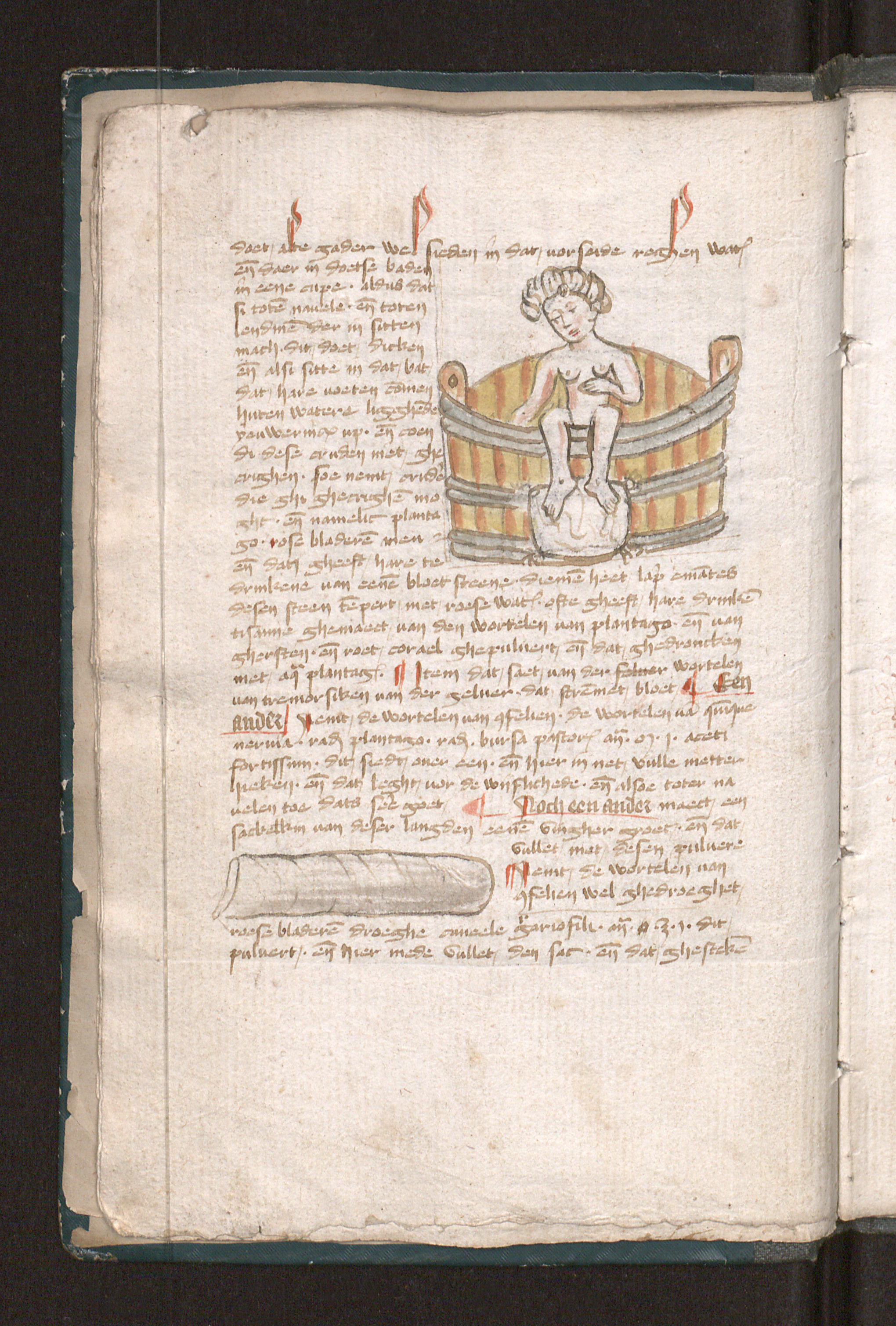
Illustration einer Frau, die ein therapeutisches Bad nimmt, und eines medizinischen Tampons in einer Kopie aus dem 15. Jahrhundert der mittelniederländischen Übersetzung der Trotula (Brugge, Openbare Bibliotheek, Ms. 593, f. 5v).

Das Trotula-Ensemble umfasst drei Werke, deren Autoren im ersten und dritten Fall anonym sind. Vermutlich stammen die Werke von drei unterschiedlichen Autoren. Erhalten sind über 120 Handschriften des lateinischen Textes sowie etwa 60 mittelalterliche Übersetzungen in Landessprachen.

### Liber de sinthomatibus mulierum
Die Schrift Liber de sinthomatibus mulierum (wörtliche Übersetzung: Buch über die Symptome der Frauen) enthält neben medizinischen Kapiteln auch kosmetische Anweisungen und weist bereits Einflüsse der arabischen Medizin auf. Sie basiert stark auf dem Werk Zād al-musāfir von Ibn al-Dschazzar, welches Konstantin der Afrikaner im späten 11. Jahrhundert übersetzt hatte. Hauptquelle für Ibn al-Dschazzar wiederum war Galenos von Pergamon; daneben werden Hippokrates von Kos, Oribasius, Pedanios Dioskorides, Paulus und Justinus zitiert.

### De curis mulierum
Dieses möglicherweise Trota zuzuschreibende Werk (wörtliche Übersetzung: Über die Behandlung der Frauen) medizinischen Inhalts ist auch als De Passionibus mulierum curandorum oder Trotula major bekannt.
Trota betont, wie wichtig Sauberkeit, ausgewogene Ernährung und körperliche Betätigung für Frauen sind, und warnt gleichzeitig vor Stress und Unruhe. Wie Hildegard von Bingen arbeitet sie mit einfachen, auch für Mitglieder des einfachen Volkes erschwinglichen Mitteln und Rezepten.
In der Einleitung schreibt Trota über die Hemmungen der Frauen, mit einem männlichen Arzt über Beschwerden ihrer Fortpflanzungs- und Sexualorgane zu sprechen. Ihre Schriften zeugen von erstaunlich fortschrittlichen gynäkologischen Kenntnissen. So wusste sie beispielsweise vom Zusammenhang von Amenorrhoe und weiblicher Unfruchtbarkeit. Bei unregelmäßiger Menstruation vermutet sie Mangelernährung, eine Krankheit oder psychischen Stress (Kummer, Ärger, Aufregung oder Angst) als Ursache. Ihre Erklärung für starke Blutungen hingegen richten sich nach den Theorien von Galenus und Hippokrates über die Galle.
Trota schrieb zudem über Geburtenkontrolle und Unfruchtbarkeit. Sie kannte die fruchtbaren und unfruchtbaren Tage während des weiblichen Zyklus und empfahl ihren Patientinnen Enthaltsamkeit bzw. sexuelle Aktivitäten an bestimmten Tagen, je nachdem ob sie einen Kinderwunsch hatten oder nicht. Im Gegensatz zu anderen zeitgenössischen Ärzten sah sie Unfruchtbarkeit nicht als rein weibliches Problem, sondern betonte, dass oft der Ehemann diesbezüglich Schwierigkeiten hätte.
Im Kapitel über die Geburtshilfe gibt sie – aus heutiger Sicht – ebenfalls sehr fortschrittliche Anweisungen. So empfiehlt sie zur Vermeidung eines Dammrisses das Abstützen des Damms während der Wehen. Erfolgt trotzdem ein Dammriss, soll dieser „mit einem Seidenfaden in drei bis vier Stichen“ zusammengenäht werden. Zudem gibt sie den Hebammen detaillierte Hinweise zur Prävention schwieriger Geburten und Schäden während der Geburt.
Auch über die Säuglingspflege äußert sich Trota. Sie empfiehlt, bei Neugeborenen Gesicht und Ohren mit Massagen zu stimulieren. Sie zählt Kriterien auf, die bei der Wahl der richtigen Amme zu beachten seien. Schmerzstillende Lotionen und andere Tipps und Tricks beim Zahnen werden ebenso beschrieben wie allgemeinmedizinische Hinweise bei Läusen, Würmern, Zahnschmerzen, Beschwerden der Augen, Krebs, Gehörlosigkeit und Übergewicht.

### De ornatu mulierum
Dies ist eine Schrift über Hautkrankheiten und Kosmetika, die auch als De compositione medicamentorum (wörtliche Übersetzung: Über die Zusammensetzung der Arzneimittel) und Trotula minor bekannt ist. Sie wurde nachträglich in Trotula major eingefügt.

## Nachwirkung
Bis ins 16. Jahrhundert galt insbesondere Trotula major an den medizinischen Fakultäten Europas als Standardwerk. Daneben ging das Ensemble in die Volksheilkunde über und es begannen Legenden über die Person der Trota zu kursieren.
Das Werk Trotula major wurde oft kopiert und viele Kopisten nahmen sich jeweils die Freiheit, eigene Änderungen und Ideen in die Texte einzufügen. Andere gaben Trotas Werk unter einem anderen Titel und dem eigenen Namen heraus. Einzelne Kapitel wurden in andere Werke übertragen. Im 13. Jahrhundert kürzte eine andere Ärztin aus Salerno das Manuskript und nahm wesentliche Änderungen am Inhalt vor. Bei einigen Kopien wurde ihr Name zu „Trottola“, „Tortola“ oder gar zum männlichen „Trottus“ verstümmelt. Bereits im 12. Jahrhundert erschienen Kopien des Passionibus mulierum unter dem Namen ihres angenommenen Mannes, Johannes Platearius.
1544 erschien in Straßburg die erste gedruckte Ausgabe des Passionibus mulierum als Teil des Sammelbandes Experimentarius medicinae, der neben anderen naturwissenschaftlichen Abhandlungen auch die Physica Hildegards von Bingen enthält. 1554 veröffentlichte Victorius Faventius eine weitere Ausgabe, der er einige eigene Erfindungen beigefügt hatte. 1566 veröffentlichte Kaspar Wolff in Basel eine weitere Ausgabe von Trotula major, das er jedoch dem römischen Hausarzt Julias, der Tochter von Kaiser Augustus, Eros Juliae zuschrieb. Eros Juliae hatte ebenfalls einen Text über Frauenheilkunde und Hautpflege geschrieben, was Wolff vermutlich mit den vorliegenden Schriften Trotas verwechselte. Einige andere Verleger übernahmen diese Version des Werks Passionibus mulierum, andere wiederum schrieben ihn dem römischen Arzt Erotian zu, der im 1. Jahrhundert n. Chr. selbst Kommentare zur hippokratischen Gynäkologie veröffentlicht hatte. Obwohl die Zuordnung von Passionibus mulierum zu diesen beiden Autoren unmöglich stimmen konnte (viele der von Trota zitierten Autoren lebten lange nach Erotian oder Eros Juliae), wurde dieser Fehler von Medizinhistorikern des 19. Jahrhunderts als „Beleg“ ihrer These benutzt, dass Trota unmöglich gelebt haben könne und ihre Schriften in Wirklichkeit von einem Mann stammen.

## Trivia
Ein südniederländischer, sich mit der Frauenheilkunde befassender langer Traktat Liber Trotula wurde als Pseudo-Trotula bezeichnet und stellt ein Beispiel für einen (von Hebammen) für Hebammen verfassten gynäkologischen Text dar. Die historische Figur der Trota hat Einzug in die Belletristik bzw. die Gegenwartsliteratur gehalten. In dem historischen Roman Die Heilerin von Salerno erzählt Ina-Marie Cassens eine fiktionale Lebensgeschichte der Trota von Salerno.

## Edition und Übersetzung
- Monica H. Green The Trotula: A Medieval Compendium of Women’s Medicine. University of Pennsylvania Press, Philadelphia 2001. ISBN 978-0-8122-0469-8
  - Taschenbuchausgabe (nur engl. Übersetzung): Monica H. Green: The Trotula: An English Translation of the Medieval Compendium of Women's Medicine. University of Pennsylvania Press, Philadelphia 2002. ISBN 978-0-8122-1808-4

## Belletristik
- Ina-Marie Cassens: Die Heilerin von Salerno. Droemer/Knaur, 2007, ISBN 978-3-426-63338-0. (Historischer Roman, basierend auf Trota von Salerno.)